# Så hvid som sne
Så hvid som sne er en svensk dramafilm fra 2001 instrueret af Jan Troell. Den er baseret på en roman af Jacques Werup og har blandt andre Amanda Ooms, Rikard Wolff, Björn Granath og Björn Kjellman i hovedrollerne.

## Handling
Den oprørske og eventyrlystne Elsa er i 1920'erne besat af tanken om at lære at flyve. På trods af faderens modvilje, lykkes det Elsa at komme på flyveskolen. Her bliver hun også interesseret i unge mænd, men det er som om at kærligheden vender hende ryggen. Kærligheden til højderne og eventyret blegner dog aldrig, og Elsa planlægger farlige faldskærmsudspring som sin næste udfordring.

## Medvirkende (i udvalg)
- Amanda Ooms som Elsa Andersson
- Rikard Wolff som Robert Friedman
- Björn Granath som Sven Andersson
- Björn Kjellman som Erik Magnusson
- Stina Ekblad som Stine
- Shanti Roney som Lars Andersson
- Reine Brynolfsson som Enoch Thulin
- Magnus Krepper som Waldemar